# Tore Hedin
Tore Hedin, född 7 januari 1927 i Stora Harrie församling utanför Kävlinge, död 22 augusti 1952 i Bosarpasjön, Häglinge (självmord), var en svensk polis (fjärdingsman) och gärningsman i de så kallade Hurvamorden, där han mördade tio människor för att sen själv ta sitt liv genom att dränka sig.

## Livet före Hurvamorden
Redan som 16-åring hade han gjort sig skyldig till mordbrand då han hade brutit sig in i Gustavshills bryggeri i närheten av föräldrahemmet i Annelöv och stulit foder till familjens hästar. För att dölja spåren efter brottet tände han eld på bryggeriet. Tre år senare skall han ha stulit en motorcykel och lämnat den i Åsum.
Under början av 1950-talet genomgick Hedin en underbefälsutbildning på regementet A 3 i Kristianstad, där han kom att lära känna den person, Gunnar Johansson, som i framtiden skulle utreda hans brott. Beskrivningen av Hedins person som givits av denne är att han var uppskattad, trevlig och verkade snäll, men han ansågs redan då som en udda figur. Efter genomförd utbildning fick Hedin tjänst som fjärdingsman.
Sitt första mord begick Hedin den 28 november 1951 klockan 02.30 i Tjörnarp, då han efter att ha spelat poker med sin vän kvarnägaren Johan Folke Allan Nilsson, slog ihjäl denne och stal dennes pengar. Vid tillfället kom Hedin över 4 369 kronor, varefter han vid tretiden på natten tände eld på huset de hade befunnit sig i för att dölja spåren. I egenskap av fjärdingsman utredde Hedin själv brottet tillsammans med kriminalare och ett medium, Olof Jönsson (detta var första och enda gången som ett medium användes i en svensk brottsutredning).

## Hurvamorden
Det brott som Hedin gick till historien för var dock de så kallade Hurvamorden som skedde natten till den 22 augusti 1952. Namnet Hurvamorden kommer från ålderdomshemmet i Hurva, vilket Hedin satte eld på. Bakgrunden till det som hände den aktuella natten var det svek som han ansåg sig ha blivit utsatt för av sin före detta flickvän Ulla Östberg. Hon hade nämligen anmält honom för den misshandel som hon utsatts för någon vecka tidigare, då han under hot försökte tvinga henne att ta honom tillbaka. Under några få timmar natten till den 22 augusti mördade Hedin nio personer (däribland Ulla Östberg och Hedins egna föräldrar) och blev därigenom den dittills mest ökända massmördaren i svensk kriminalhistoria.

## Självmordet

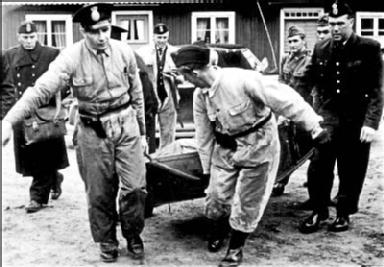
Hedins kropp dras upp ur sjön efter självmordet.

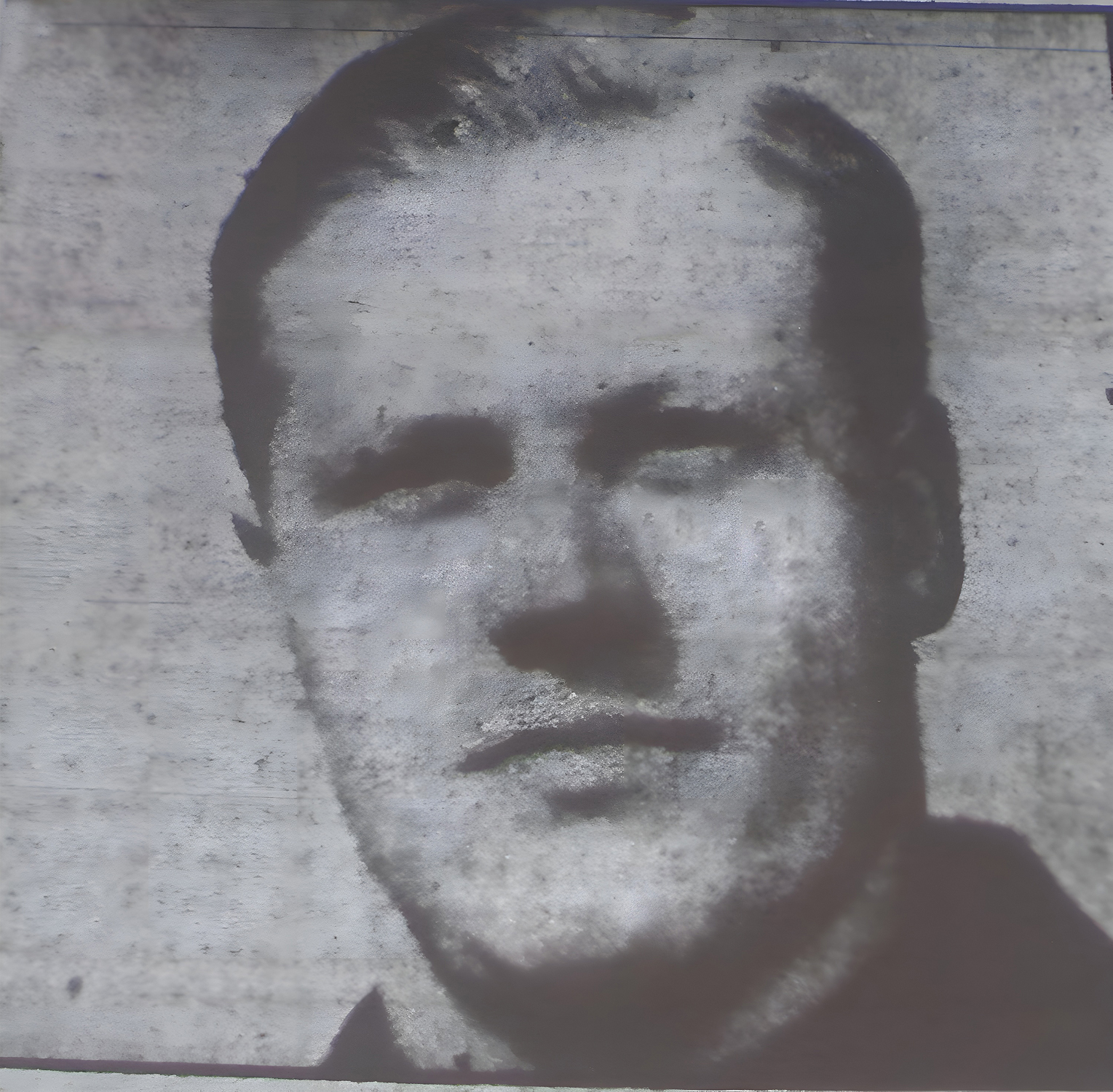
Tore Hedin 1952.

Efter att ha fullföljt sina planer begav sig Hedin till Bosarpasjön i Häglinge socken. Han lämnade ett självmordsbrev i sin bil varefter han dränkte sig med hjälp av tyngder. Detta skedde någon gång efter klockan fyra på natten. Hedins avskedsbrev lyder som följer:
| ” | Telefonen ringer, polisen springer och letar efter mig, men mej hittar dom ej. Men min övergivna bil har ni hittat nu och det är ju ändå något och vill ni gissa en gåta så leta i det våta ifall ni tror att jag är där. Ja, mina vänner, varför nu detta som kan synas som en dåres verk och det kan hända att det är det också som man känner sig själv känner man andra och där ser ni i dag röd i morgon död man vet aldrig när det är tid att lämna in. Ja, nu skall jag bara i korthet omtala vad jag gjort och varför så att ni skall slippa att ljuga för den nyfikna allmänheten. Ja, i september 1943 satte jag fyr på Gustafshills bryggeri i Annelöv och anledningen var att jag stulit havre på vinden till vår häst därhemma som far svalt och för att det inte skulle synas så slängde jag in en sticka i halmen innan jag gick med den följd som blev. Sen på hösten 1946 stal jag mc L 150 i Kristianstad och satte i Asum. I november 1951 närmare bestämt den 28 kl. 02.30 mördade jag kvarnägare John Folke Allan Nilsson i Tjörnarp samt satte samma dag kl 03.00 fyr på hans fastighet. Skälet var behov av pengar och jag kom över 4369:- vid ifrågavarande tillfälle. Och nu är anledningen den att jag blivit bedragen av den tös, som betytt allt för mig här i livet. Hon har handlat svekfullt mot mej och det lönar jag så här. Den 21 augusti klockan 24.00 slog jag ihjäl min mor och far samt satte eld på huset, därefter körde jag till den svekfulla flickan i Hurva och kom dit kl 00.30. Efter att ha studerat ut lämpligt sätt slog jag ihjäl henne och hennes chef klockan 01.30 varefter jag klockan 02.00 satte eld på huset efter att ha dränkt in det med bensin. Ja, nu slutar jag, hoppas ni kan tyda det till vad ni vill ha det till och så får jag som min yttersta vilja härmed förklara att om det blir kvar något efter mig skall (maskerade namnuppgifter) i Malmö lika dela det som är kvar för de är dom bästa kamrater jag haft och dom behöver det lika bra båda. I hopp att endast fakta kommer till pressen slutar jag härmed och beklagar att inte jag blev kriminalare för då hade många ouppklarade brott kommit fram för det är om jag skall vara ärlig det enda jag skulle duga till. Nå, nu är kl 04.00 den 22 aug 1952 och nu slutar jag detta och min sorgliga levnad i hopp att bli förstådd och förlåten av dom som kan och har möjlighet och lust därtill. Glad, lugn och beredd går jag i döden, ty allt har nu uppfyllts, ty nu är allt uppfyllt. Tore Hedin Mördare adress: okänd P.S. Mina föräldrar dödade jag för att dom skulle få slippa att se och lida för vad jag nu gjort. D.S. | „ |

## Efter döden
När Hedins kropp slutligen hittades i sjön på morgonen den 23 augusti 1952 fördes den till Lunds universitet för undersökningar (bland annat skulle hjärnan obduceras). Hans stoft lades på en askgravplats på Norra kyrkogården i Lund den 6 december 1973.
Tidningarna spekulerade om olika orsaker till Hedins beteende, som schizofreni, sinnessjukdom, gengasförgiftning med mera. Flera större tidningar publicerade ingående beskrivningar av hur Hedin hade gått tillväga (Dagens Nyheter, Sydsvenska Dagbladet, Aftonbladet och Expressen publicerade även dennes självmordsbrev). Som ofta händer i dag framfördes att Hedin skulle vara misstänkt för andra mord i Skåne, trots att han erkänt samtliga brott i självmordsbrevet. Flera tidningar ställde också frågan hur en person som denne kunde bli polis. Det medium, Olof Jönsson, som var med vid utredning av det första mordet fick också utstå en hel del häckel i pressen. Men Jönsson, som flyttade till USA 1953, hävdade senare att han deltagit i utredningen av Hurvamorden 1952, inte Tjörnarpsmordet 1951. Han ska då ha pekat ut Hedin som gärningsman. Hedin kunde emellertid inte förhöras eftersom han var försvunnen. Jönsson hävdade också att Hedin i sitt självmordsbrev skrivit att det bara var en tidsfråga innan mediet Jönsson skulle avslöja honom.

## TV-serier
- Ernst-Hugo Järegård spelade Tore Hedin i mini-serien Skånska mord (1986). Avsnittet har titeln "Hurvamorden".

## Böcker
År 2018 publicerades boken Sveriges värsta massmördare : gåtan Tore Hedin (ISBN: 978-91-88597-16-8) av Johan Persson.